# Gussignies
Gussignies ist eine französische Gemeinde mit 354 Einwohnern (Stand 1. Januar 2022) im Département Nord in der Region Hauts-de-France. Sie gehört zum Kanton Aulnoye-Aymeries im Arrondissement Avesnes-sur-Helpe. 

## Geographie
Die Gemeinde Gussignies liegt im Regionalen Naturpark Avesnois, 15 Kilometer östlich von Valenciennes. Sie grenzt im Westen und im Norden an das belgische Honnelles, im Osten an Houdain-lez-Bavay, im Südosten an Bellignies und im Südwesten an Bettrechies. Das Gemeindegebiet wird vom Fluss Hogneau durchquert.

## Bevölkerungsentwicklung
| Jahr                       | 1962 | 1968 | 1975 | 1982 | 1990 | 1999 | 2008 | 2013 | 2020 |
| Einwohner                  | 402  | 306  | 246  | 261  | 290  | 279  | 342  | 357  | 339  |
| Quellen: Cassini und INSEE |      |      |      |      |      |      |      |      |      |

## Sehenswürdigkeiten

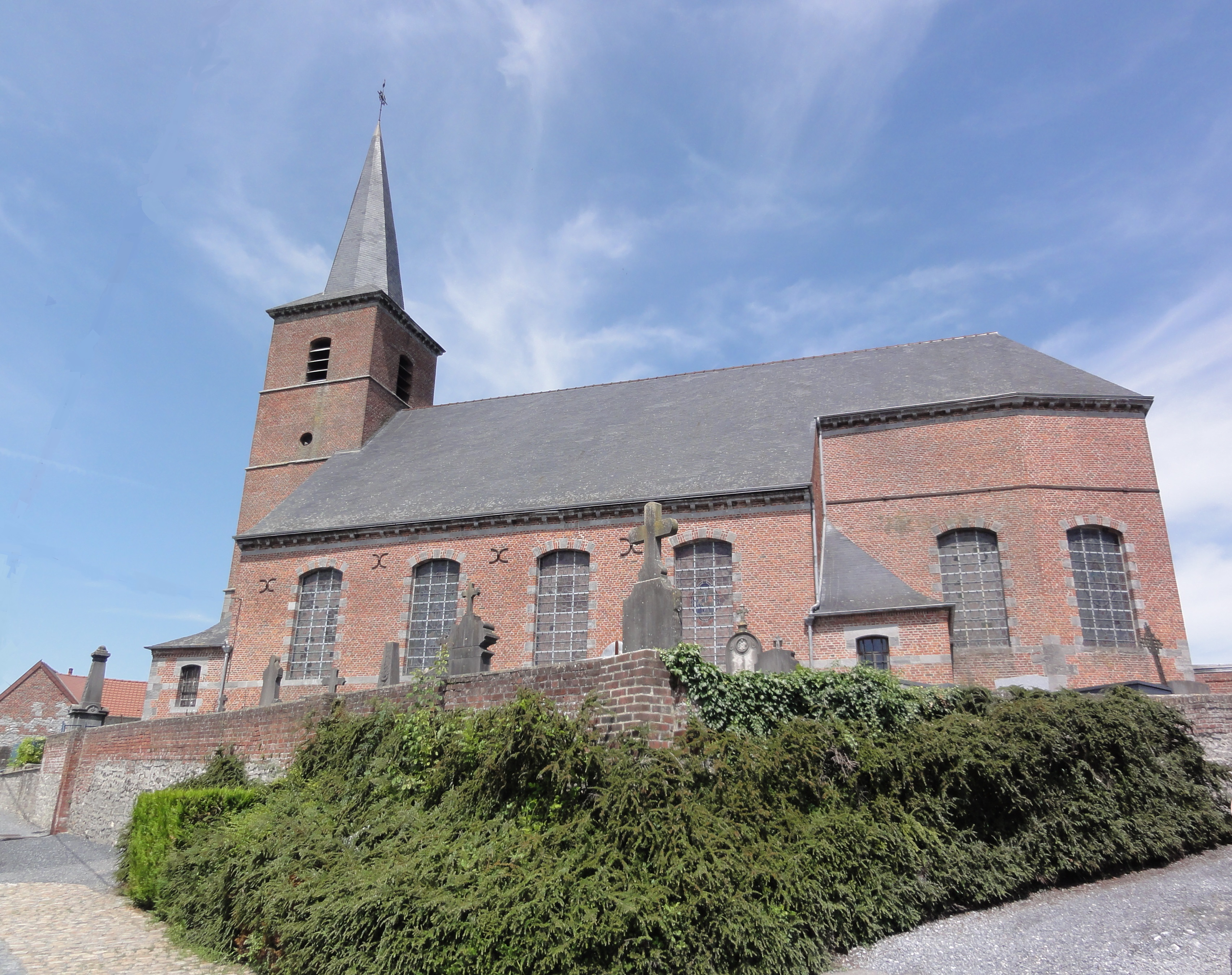
Kirche Saint-Médard
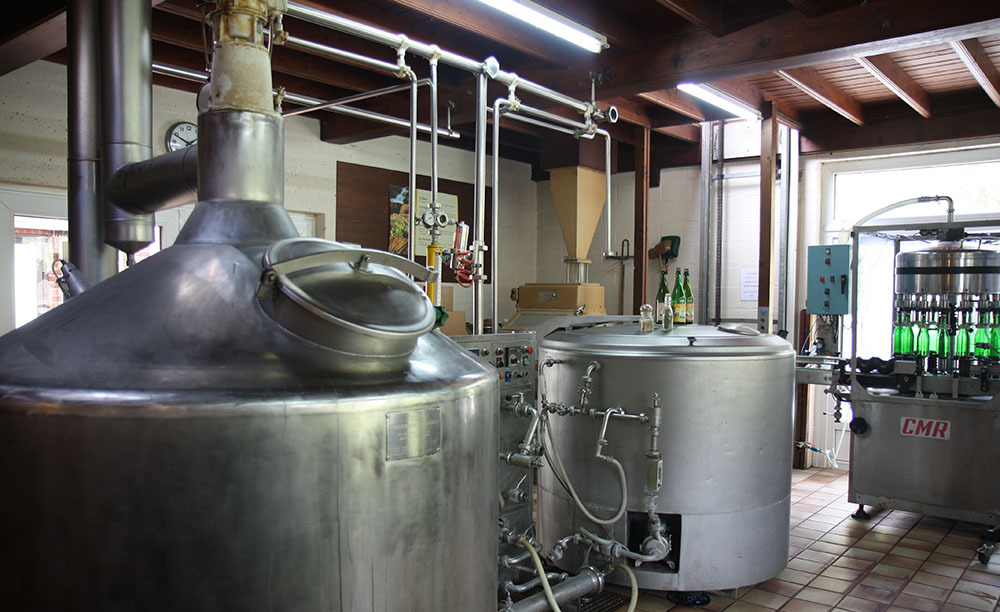
Brauhaus Au Baron
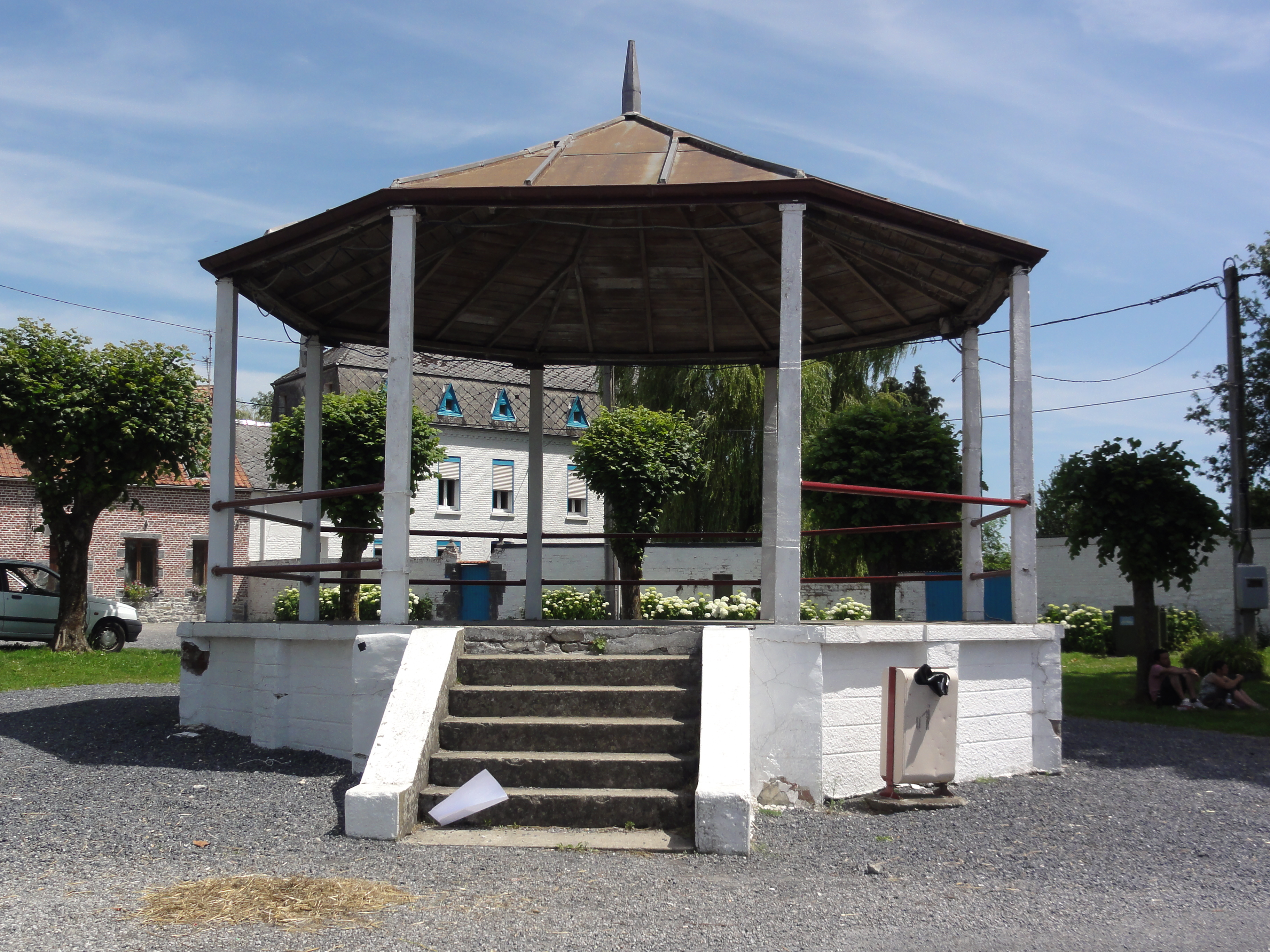
Musikpavillon